# Potamonautes licoensis
Potamonautes licoensis — вид крабів родини Potamonautidae. Описаний у 2020 році.

## Поширення
Ендемік Мозамбіку. Поширений в районі гір Ліко і Наллум у провінції Замбезія. Мешкає у гірських потічках первинних дощових лісів. Часто зустрічається під дрібними камінчиками у потоках першого порядку.

## Опис
Карапакс діаметром до 1,7 мм. Панцир дуже плоский (співвідношення CH / CL = 0,44).